# Elecciones estatales de Hamburgo de 1987
El 17 de mayo de 1987, se realizaron elecciones al Parlamento de Hamburgo. La elección se hizo necesaria después de que los partidos no pudieran ponerse de acuerdo sobre un gobierno de coalición tras las pasadas elecciones de 1986. El FDP entró nuevamente al parlamento tras haber estado fuera del mismo por nueve años  y por lo tanto facilitó la formación de una coalición social-liberal con el SPD.

## Resultados
| Partido | Partido           | Votos   | %    | Escaños |
| ------- | ----------------- | ------- | ---- | ------- |
|         | SPD               | 442.670 | 45,0 | 55      |
|         | CDU               | 398.686 | 40,5 | 49      |
|         | GAL               | 69.148  | 7,0  | 8       |
|         | FDP               | 64.389  | 6,5  | 8       |
|         | HLA               | 3.826   | 0,4  | −       |
|         | Frieden           | 3.198   | 0,3  | −       |
|         | Die Konservativen | 1.456   | 0,2  | −       |
|         | ÖDP               | 733     | 0,1  | −       |
|         | EFP               | 246     | <0,1 | −       |
|         | Zentrum           | 221     | <0,1 | −       |